# HOTAS

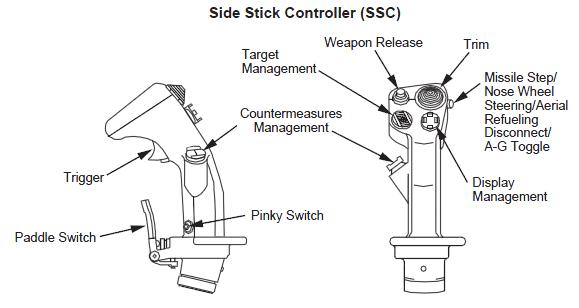
Rozdělení funkcí ovladače side-stick simulátoru F-16 (pro pravou ruku)

HOTAS, akronym pro hands on throttle-and-stick, je koncept umístění tlačítek a přepínačů na plynové páce a kniplu v kokpitu letadla. Díky takovému uspořádání mohou piloti provádět všechny důležité funkce a pilotovat letadlo, aniž by museli sundat ruce z kniplu.
Systém HOTAS se uplatnil i mimo letectví a výrazně ovlivnil konstrukci silničních vozidel i herní průmysl.

## Historie

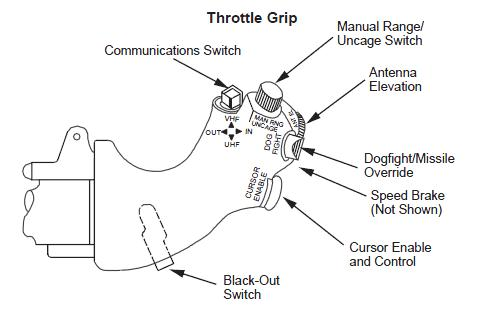
Rozdělení funkcí plynu na simulátoru F-16 (pro levou ruku)

Systém HOTAS se původně používal u vojenských letadel, počínaje britským stíhacím letounem English Electric Lightning na konci 50. let 20. století. Koncepce se rychle rozšířila na řadu dalších letounů, například General Dynamics F-16 Fighting Falcon, IAI Super Phantom, Mikojan MiG-29 a Eurofighter Typhoon.
V modernějších implementacích se často kombinuje s několika dalšími vstupními systémy, jako je přímé hlasové zadávání a HMD, aby se dále snížila pracovní zátěž pilotů a potřeba rozdělit jejich pozornost mezi primární ovládání a ostatní systémy. Kromě kokpitu je systém HOTAS běžně využíván i na pozemních řídicích stanicích (GCS), které používají operátoři dronů.

## Popis
HOTAS je zkrácený termín, který označuje typickou konfiguraci základních ovládacích prvků stíhacích letounů. Umístění všech kritických přepínačů na kniplu a plynové páce umožňuje pilotovi mít obě ruce na kniplu a plynu (hands on throttle-and-stick). V kombinaci s HUD a HMD může pilot soustředit svou pozornost na řízení letadla, manipulaci se senzory a zaměřování cílů místo toho, aby hledal ovládací prvky v kokpitu. Cílem je zlepšit situační povědomí pilotů, jejich schopnost manipulovat s přepínači a tlačítky v turbulencích, ve stresu nebo při manévrech s vysokým přetížením, zlepšit reakční dobu, minimalizovat případy, kdy je nutné pustit jeden nebo druhý ovládací prvek letadla, aby bylo možné použít jiný systém letadla, a zkrátit celkový čas, který tím stráví.
HOTAS umožňuje pilotovi ovládat všechny důležité funkce radaru, aniž by musel sundat ruce z kniplu nebo plynu. Typické je, že do tohoto ovládacího uspořádání je potenciálně začleněno několik dalších funkcí; takto lze ovládat funkce včetně přepínače radiokomunikace, aktivace protiopatření, jako pásky a světlice, ovládání brzdících štítů, zatáčení po zemi a odpojení od vzdušného tankování. Přesné uspořádání kokpitu každého letadla je jedinečné a bylo navrženo podle požadavků mise, vybavení, výkonových možností a celkové konfigurace draku daného letadla. Například plynová páka letounu F-15E Strike Eagle obsahuje možnost interakce s palubním senzorem FLIR.

## Aplikace

### Letectví
Systém HOTAS byl původně navržen RAF v 50. letech 20. století. Nově vyvinutý nadzvukový stíhací letoun pro bodovou obranu English Electric Lightning byl vybaven radarem Ferranti AIRPASS a systémem řízení zaměřovače, což umožnilo jeho pilotům dřívější zavedení této praxe. V roce 1960 Ferranti údajně vyvíjela takové systémy řízení palby i pro zahraniční letouny. Systém HOTAS se stal běžnou součástí stíhacích letounů různých států. Různé letouny letectva Spojených států, včetně General Dynamics F-16 Fighting Falcon a Fairchild Republic A-10 Thunderbolt II, jsou vybaveny takovými řídicími systémy.
V mnoha kokpitech moderních vojenských letadel byl systém HOTAS kombinován nebo rozšířen o další řídicí technologie. Jedním z takových příkladů je použití přímého hlasového vstupu; kombinace schémat ovládání hlasem a HOTAS se někdy označuje jako koncepce „V-TAS“. Významným stíhacím letounem, který je vybaven kokpitem V-TAS, je Eurofighter Typhoon. Mezi další příklady patří Lockheed Martin F-35 Lightning II, Dassault Rafale a Saab JAS 39 Gripen.
Dalším běžným vylepšením je kombinace systémů s HMD. Ty běžně umožňují pilotovi ovládat různé systémy pomocí přímého pohledu, a to dokonce i naváděním střel pouhým pohledem na cíl. Jedním takovým uspořádáním HMD je sovětský systém „Schlem“, který byl použit na stíhacích letounech Mikojan MiG-29 a Suchoj Su-27; další se používá na letounu F-35, který se obejde bez tradičního HUD umístěného na palubní desce v prospěch zobrazení těchto údajů prostřednictvím HMD, což pilotům umožňuje vidět informace o cíli bez ohledu na směr, kterým jsou otočeni.

### Silniční vozidla
Několik výrobců automobilů se rozhodlo integrovat systém HOTAS do řízení svých vozidel. Na běžném spotřebitelském trhu má řada vozidel ovládací prvky integrované do volantu, obvykle pro pomocné funkce, jako je ovládání zábavního systému, nastavení tempomatu a interakce s palubním počítačem a mobilním telefonem. Účelem těchto systémů je, aby řidiči mohli mít ruce na volantu, což odstraňuje potřebu řidiče odvracet pohled od vozovky a zároveň umožňuje provádět tyto interakce.
Kromě toho bylo vyrobeno mnoho závodních vozů s volanty konfigurovanými tak, aby ovládaly různé aspekty systémů vozu, například komunikaci a řazení. Takové vozy se často používají v závodech, jako jsou Formule 1 a IndyCar.

### Hry
Několik herních ovladačů obsahuje ovládací prvky podobné HOTAS. Takové ovladače se běžně používají v leteckých simulátorech; příkladem je Thrustmaster Warthog, který údajně vychází z letounu A-10. Volitelné ovladače pro herní konzoli Xbox One obsahují knipl, který byl popsán jako ovladač s funkcí HOTAS. Mezi další herní alternativy patří ovladače HOSAS (hands on stick and stick) a HOSAM (hands on stick and mouse).

### Dálkové operace
Několik pozemních řídicích stanic (GCS) použilo systém HOTAS mezi svými řídicími schématy. Tyto stanice se běžně používají k dálkovému ovládání bezpilotních letadel.